# 黄小雷
黄小雷（1954年3月—），男，北京人，中国电影演员，北京电影制片厂演员，中国电影金凤凰奖表演学会奖得主。